# 高能镍碳超级电容器
高能镍碳超级电容器，是2011年9月中華人民共和國中国工程院院士暨中國人民解放軍少將周国泰所率团队公開宣称研发成功的技術成果，基于镍、碳等新材料的高效率电容，将活性碳材料引入镍氢电池负极，使普通超级电容器与电池结合为一体；研发团队宣称其研制成果实现中国大陆在纯电动车动力电源研究的突破。该项发明具有较大争议；同时，其他学者如中国工程院院士杨裕生等批判其实际性能一般，有不實欺騙之嫌。之後，随着发明人周国泰遭学术造假調查而陷入争议，外界質疑其主導研發的多項產品和技術造假。

## 研究發展

### 技術特點
根据「高能镍碳超级电容器」研发团队的介绍，團隊自2008年開始投入研發，於2011年9月在天津研發完成，對外宣布成功並公開展示。研發團隊表示高能镍碳超级电容器将活性碳材料引入镍氢电池负极，結合普通超级电容器与电池，可在溫差範圍-40℃至70℃間使用、零排放等，成本低于蓄电池，也比锂离子电池降低80%以上；存储电量和功率大幅增加，在结构上实现电池和传统电容的内并，兼具电池和电容的优点，以其为基础生产的动力电源产品可具備能量密度大、功率密度高、充放电效率高、温度适应性好、循环寿命长、安全环保、性价比高等技术优势，实现产业化之后将可有效解决中国大陆面臨的电动汽车动力电源技术瓶颈问题。

### 發表成果
該團隊領導人中國工程院院士周国泰在受訪時表示，團隊研發時的主軸是尋找儲電量最大的材料、使電流放電最大化，以及設計出可導引此電流的電路；他主張使研究成果能應用於產業，同時也認為為了避免無謂論證爭辯，未對此研究申请國家立項，“搞科研不能像‘狗撒尿’。”。天津市方面表示，将配合科研成果建立高能镍碳超级电容器产业化基地，率先在公交系统逐步推广，装配在超级电容公交车辆上，以实现节能减排。而周國泰成立團隊研究高能镍碳超级电容器的過程，獲得中國中央電視台節目《和平年代》製作名為《中国“防弹衣之父”的新传奇》的專題報導介紹。
2013年，周国泰受訪表示，由於高能镍碳超级电容器能夠有效緩解能源需求問題，除了可以解决電動車的動力問題，也可以應用於軍事領域的潛艦、飛機、導彈以及航天等項目。2014年，「北京國宏金橋創業投資基金」認為此研究開發成果技術領先、極具市場潛力，因而計畫對其投資，提供資金支持。

## 争议

### 質疑觀點
该项发明具有较大争议。2012年，中国工程院院士杨裕生批判镍碳超级电容器实际上性能很一般，并非电动车电源的新突破，若產業化具高風險；而科技工作者和媒體應實事求是、不應誇大吹噓。之後於2015年7月，杨裕生在接受国家电网报采访时表示，所謂发展“镍碳超级电容”，其实是偷换概念、夸大其词的说法。另一方面在2013年，「新语丝」网站則质疑其是周国泰圈钱的工具，和“汉芯”事件几乎如出一辙，但由于周国泰位高权重难以被调查。此項技術由於2011年在天津市通过电子十八所和天津市科學技術委員會的產品技術鑑定，獲相關單位評價已達到「國際先進、國內領先」水平，之後在2012年由周國泰參與成立的「中科泰能科技发展有限公司」開始生產，獲得光大银行天津分行人民幣2.8億元的貸款。

### 後續發展
2015年，随着发明人周国泰因学术造假遭立案调查并取消院士资格而陷入争议，他主導研發的多項產品和技術遭外界抨擊造假，亦有分析認為，此種具「高官加院士」特性的「權錢造假」模式，嚴重影響中華人民共和國的科學技術研發創新。2020年，有研究報告指出，超級電容擁有放電時間極短、使用壽命長以及高可靠度等優點，同時具顯著缺點，能量密度極低、不到鋰電池的10%，因此不常應用於電動汽車領域。若超級電容器能和锂电池模组结合，可以實現各種改良，但目前此一應用方向仍處於試驗階段。